# Elliptic curve digital signature algorithm

Elliptic Curve Digital Signature Algorithm (ECDSA) est un algorithme de signature numérique à clé publique, variante de DSA. Il fait appel à la cryptographie sur les courbes elliptiques.

## Introduction
L’algorithme a été proposé en 1992 par Scott Vanstone, en réponse à un appel d'offres pour les signatures numériques du National Institute of Standards and Technology (NIST). Vanstone fonda la société Certicom en 1985, et son entreprise détient la plupart des brevets des algorithmes à base de courbes elliptiques. Les avantages de ECDSA sur DSA et RSA sont des longueurs de clés plus courtes et des opérations de signature et de chiffrement plus rapides.
ECDSA est défini par le standard ANSI X9.62-1998, Public Key Cryptography For The Financial Services Industry: The Elliptic Curve Digital Signature Algorithm (ECDSA).

## Algorithme
Soit une courbe de formule {\displaystyle y^{2}=x^{3}+ax+b}. C'est une courbe elliptique sur un corps d'entiers fini modulo p avec p un nombre premier et un point G de la courbe (appelé point de base). L'ordre de G est n, le plus petit entier tel que nG donne {\displaystyle O} le point à l'infini de la courbe et élément neutre du groupe commutatif sur les points de la courbe. Pour que tous les entiers entre 1 et n-1 soient inversibles modulo n, il est impératif que l'anneau {\displaystyle \mathbb {Z} /n\mathbb {Z} } soit un corps, et donc que n soit un nombre premier (c'est une conséquence du théorème de Bézout). Ainsi, dans ce qui suit, la notation {\displaystyle k^{-1}{\text{ mod }}n} lorsque {\displaystyle k} est un entier entre 1 et n-1 désigne l'inverse de {\displaystyle k} dans le corps {\displaystyle \mathbb {Z} /n\mathbb {Z} }.

### Préparation des clés
- Choisir un entier s entre {\displaystyle 1} et {\displaystyle n-1} qui sera la clé privée.
- Calculer {\displaystyle Q=sG} en utilisant l'élément de la courbe elliptique.
- La clé publique est Q et la clé privée est s.

### Signature
- Choisir de manière aléatoire un nombre k entre 1 et n-1
  - voir Annexe B5 de FIPS 186-4[2] pour les méthodes recommandées de génération de ce nombre.
  - Sony, lors de la sécurisation de la PS3, n'a pas suffisamment pris de soin lors du choix de ce nombre ce qui a permis de retrouver la clé privée[3],[4]
  - EdDSA utilise une méthode déterministe pour calculer ce nonce cryptographique
  - Pour la signature des transactions de cryptomonnaies, certaines implémentations[5] utilisent un calcul de type HMAC pour obtenir k
- Calculer {\displaystyle (i,~j)=k~G}
- Calculer {\displaystyle x=i~{\bmod {~}}n} ; si {\displaystyle x=0}, aller à la première étape
- Calculer {\displaystyle y=k^{-1}(H(m)+sx)~{\bmod {~}}n} où H(m) est le résultat d'un hachage cryptographique sur le message m à signer, souvent SHA-1 (le NIST et l'ANSSI conseillent de ne plus utiliser SHA-1 mais SHA-256 ou SHA-512, ethereum utilise Keccak-256, une variante de SHA-3)
- Si {\displaystyle y=0}, aller à la première étape
- La signature est la paire (x, y).

Comme indiqué dans les normes, il est crucial que, non seulement {\displaystyle k} soit secret (sinon on peut trouver {\displaystyle s} à partir de la signature et {\displaystyle y=k^{-1}(H(m)+sx)}), mais aussi de choisir un {\displaystyle k} différent à chaque signature (en tirant {\displaystyle k} au hasard, la probabilité de
tomber sur un nombre déjà utilisé est du même ordre que de trouver la clé privée par hasard) car sinon, on peut trouver la clé privée : avec deux signatures {\displaystyle (x,y)} et {\displaystyle (x,y')}, utilisant le même {\displaystyle k} pour deux messages {\displaystyle m} et {\displaystyle m'}, et comme {\displaystyle y-y'=k^{-1}(H(m)-H(m'))} (mod {\displaystyle n}), on trouve {\displaystyle k={\frac {H(m)-H(m')}{y-y'}}} et donc {\displaystyle s} en utilisant {\displaystyle y=k^{-1}(H(m)+sx)}.

### Vérification
- Vérifier que Q est différent de {\displaystyle O} (le point à l'infini) et que Q appartient bien à la courbe elliptique
- Vérifier que nQ donne {\displaystyle O}
- Contrôler que x et y sont bien entre 1 et n-1
- Calculer {\displaystyle (i,j)=(H(m)y^{-1}~{\bmod {~}}n)G+(xy^{-1}~{\bmod {~}}n)Q}
- Vérifier que {\displaystyle x=i~{\bmod {~}}n}.

#### Démonstration
{\displaystyle \left(H(m)y^{-1}~{\bmod {~}}n\right)~G+{\Big (}xy^{-1}~{\bmod {~}}n{\Big )}~Q}

{\displaystyle =\left(H(m)y^{-1}~{\bmod {~}}n\right)G+{\Big (}xy^{-1}~{\bmod {~}}n{\Big )}s~G}

{\displaystyle =\left((H(m)+sx)y^{-1}\right)~{\bmod {~}}n~G}

{\displaystyle =\left(\left(H(m)+sx\right)k(H(m)+sx)^{-1}\right)~{\bmod {~}}n~G}

{\displaystyle =\left(k~{\bmod {~}}n\right)~G}
{\displaystyle =k~G}
{\displaystyle =(i,~j)}
Donc si {\displaystyle x=i~{\bmod {~}}n}, la signature est vérifiée.

## Sécurité
Puisque tous les algorithmes connus pour résoudre le problème du logarithme discret sur les courbes elliptiques sont en {\displaystyle O({\sqrt {n}})} (baby-step giant-step, algorithme de rho Pollard), la taille du corps doit donc être approximativement deux fois plus grande que le paramètre de sécurité voulu. Pour un degré de sécurité de 128-bits (AES-128, RSA-3072), on prendra une courbe sur un corps {\displaystyle \mathbb {F} _{q}}, où {\displaystyle q\approx 2^{256}}.

## Intégration
En pratique, l'ECDSA repose souvent sur des courbes recommandées par des organisations comme le NIST ou Certicom.
Le NIST recommande par exemple quinze courbes elliptiques différentes sur dix corps différents. Cinq courbes sont recommandées sur cinq corps finis d'ordre p premier {\displaystyle \mathbb {F} _{p}}, nommées P-192, P-224, P-256, P-384, P-521, dix courbes sur cinq corps finis de la forme {\displaystyle \mathbb {F} _{2^{m}}} .
L'ANSSI recommande l'utilisation de la courbe FRP256v1, dont les paramètres ont été publiés au Journal Officiel en 2011, et les courbes P-256, P-384, P-521, B-283, B-409 et B-571 définies dans le FIPS 186-2. Cela est repris et complété en y ajoutant, les courbes brainpoolP256r1, brainpoolP384r1 et brainpoolP512r1 (RFC 5639) dans le Guide des mécanismes cryptographiques de 2020, et les courbes Curve25519 et Curve448 (RFC 7748) dans le document Guide de sélection d'algorithmes cryptographiques de 2021.